# Gamma Pegasi
Gamma Pegasi (γ Peg, Algenib) – gwiazda w gwiazdozbiorze Pegaza, oddalona o około 830 lat świetlnych od Słońca.

## Nazwa
Tradycyjna nazwa gwiazdy, Algenib, wywodzi się od arabskiego ‏الجانب‎ al-ğānib, „bok” (Pegaza). Nazwa ta pierwotnie odnosiła się do gwiazdy Mirfak (Alfa Persei). W 2016 Międzynarodowa Unia Astronomiczna formalnie zatwierdziła użycie nazwy Algenib do określenia Gamma Pegasi.

## Charakterystyka obserwacyjna
Jest to czwarta co do jasności gwiazda konstelacji i najsłabsza w asteryzmie Wielkiego Kwadratu Pegaza, obejmującym także Alfa Andromedae (Alpheratz) z Andromedy. Jej Obserwowana wielkość gwiazdowa to 2,84m. Pomiary paralaksy z sondy Hipparcos sugerowały, że gwiazda znajduje się 120 pc (390 ly) od Słońca, jednak nowsze pomiary sondy Gaia wskazują, że odległość jest ponad dwukrotnie większa (choć z dużą niepewnością).

## Charakterystyka fizyczna
Gamma Pegasi to błękitna gwiazda typu widmowego B sklasyfikowana jako podolbrzym. Ma wysoką temperaturę 21 500 K. Obserwacje efektu Dopplera wskazują, że gwiazda bardzo wolno obraca się wokół osi, co jest nietypowe, ale prawdopodobnie w rzeczywistości jest artefaktem wynikającym z ustawienia osi obrotu wzdłuż kierunku obserwacji. Należy do gwiazd zmiennych typu Beta Cephei, jej jasność zmienia się o 0,07m w okresie 3,6 h.
Gamma Pegasi jest gwiazdą spektroskopowo podwójną. Jej towarzyszka okrąża ją w ciągu 6,83 doby, w odległości szacowanej na 0,15 au. Ponadto gwiazda ma dwie słabe optyczne towarzyszki, składnik B o wielkości 12,66m oddalony o 164,1 sekundy kątowej (pomiar z 2013 roku) i składnik C o wielkości 13,3m odległy od niego o 20,1″ (w 2015 roku). Jeśli byłyby związane grawitacyjnie z Algenibem, co wydaje się wątpliwe, musiałyby być czerwonymi karłami typu M, o okresie obiegu rzędu setek tysięcy lat.